# Quiévy
Quiévy és un municipi francès, situat a la regió dels Alts de França, al departament del Nord. L'any 2006 tenia 1.174 habitants. Limita al nord amb Saint-Hilaire-lez-Cambrai, a l'est amb Viesly, al sud amb Béthencourt i a l'oest amb Bévillers.

## Demografia
| 1962                                       | 1968  | 1975  | 1982  | 1990  | 1999  | 2006  |
| ------------------------------------------ | ----- | ----- | ----- | ----- | ----- | ----- |
| 2.404                                      | 2.469 | 2.297 | 2.082 | 1.848 | 1.731 | 1.700 |
| Des de 1962: població sense dobles comptes |       |       |       |       |       |       |

## Administració
| Període   | Identitat      | Partit |
| --------- | -------------- | ------ |
| 2001-2008 | Claude Bricout |        |
| 2008-     | Daniel Blairon |        |